# 下波倫巴庫鄉
45°45′29″N 24°27′25″E / 45.75806°N 24.45694°E
下波倫巴庫鄉（羅馬尼亞語：Comuna Porumbacu de Jos, Sibiu），是羅馬尼亞的鄉份，位於該國中部，由錫比烏縣負責管轄，面積185平方公里，海拔高度395米，2007年人口3,118，人口密度每平方公里17人。